# Maria Kristin Yulianti
Maria Kristin Yulianti (født 2. juni 1985 i Tuban) er en indonesisk badmintonspiller. Hendes største internationale resultat kom da hun repræsenterede Indonesien under Sommer-OL 2008 i Beijing, Kina. Her fik hun bronze efter Zhang Ning fra Kina. Hun har fik også en femteplads i VM i 2007.